# Sabugal
Sabugal est une municipalité (en portugais : concelho ou município) du Portugal, située dans le district de Guarda et la région Centre.

## Géographie
La municipalité domine la vallée du Côa, affluent du Douro.
Sabugal est limitrophe :
- au nord, d'Almeida,
- à l'est, de l'Espagne,
- au sud, de Penamacor,
- au sud-ouest, de Fundão,
- à l'ouest, de Belmonte,
- au nord-ouest, de Guarda.

## Histoire
Fondée au début du XIIIe siècle, la ville devint portugaise en 1282.
La ville possède un château fort faisant partie des forteresses de l'est du pays face à l'Espagne particulièrement bien conservé. Le château est appelé le château des 5 coins, par rapport à sa forme générale.
La Bataille de Sabugal eut lieu le 3 avril 1811.

## Démographie
| 1801  | 1849   | 1900   | 1930   | 1960   | 1981   | 1991   | 2001   | 2004   |
| ----- | ------ | ------ | ------ | ------ | ------ | ------ | ------ | ------ |
| 7 157 | 11 669 | 33 047 | 33 774 | 38 062 | 18 927 | 16 919 | 14 871 | 14 222 |

| 2011   | - | - | - | - | - | - | - | - |
| ------ | - | - | - | - | - | - | - | - |
| 12 544 | - | - | - | - | - | - | - | - |

## Subdivisions
La municipalité de Sabugal groupe 40 paroisses (freguesia, en portugais) :
- Águas Belas
- Alagoas
- Aldeia da Ponte
- Aldeia da Ribeira
- Aldeia de Santo António
- Aldeia do Bispo
- Aldeia Velha
- Alfaiates
- Badamalos
- Baraçal
- Bendada
- Bismula
- Casteleiro
- Cerdeira
- Fóios
- Forcalhos
- Lajeosa
- Lomba
- Malcata
- Moita
- Nave
- Pena Lobo
- Pousafoles do Bispo
- Quadrazais
- Quintas de São Bartolomeu
- Rapoula do Côa
- Rebolosa
- Rendo
- Ruivós
- Ruvina
- Sabugal
- Santo Estevão
- Seixo do Côa
- Sortelha
- Soito
- Vale das Éguas
- Vale de Espinho
- Vale Longo
- Vila Boa
- Vila do Touro
- Vilar Maior